# Melanie Kühnemann-Grunow

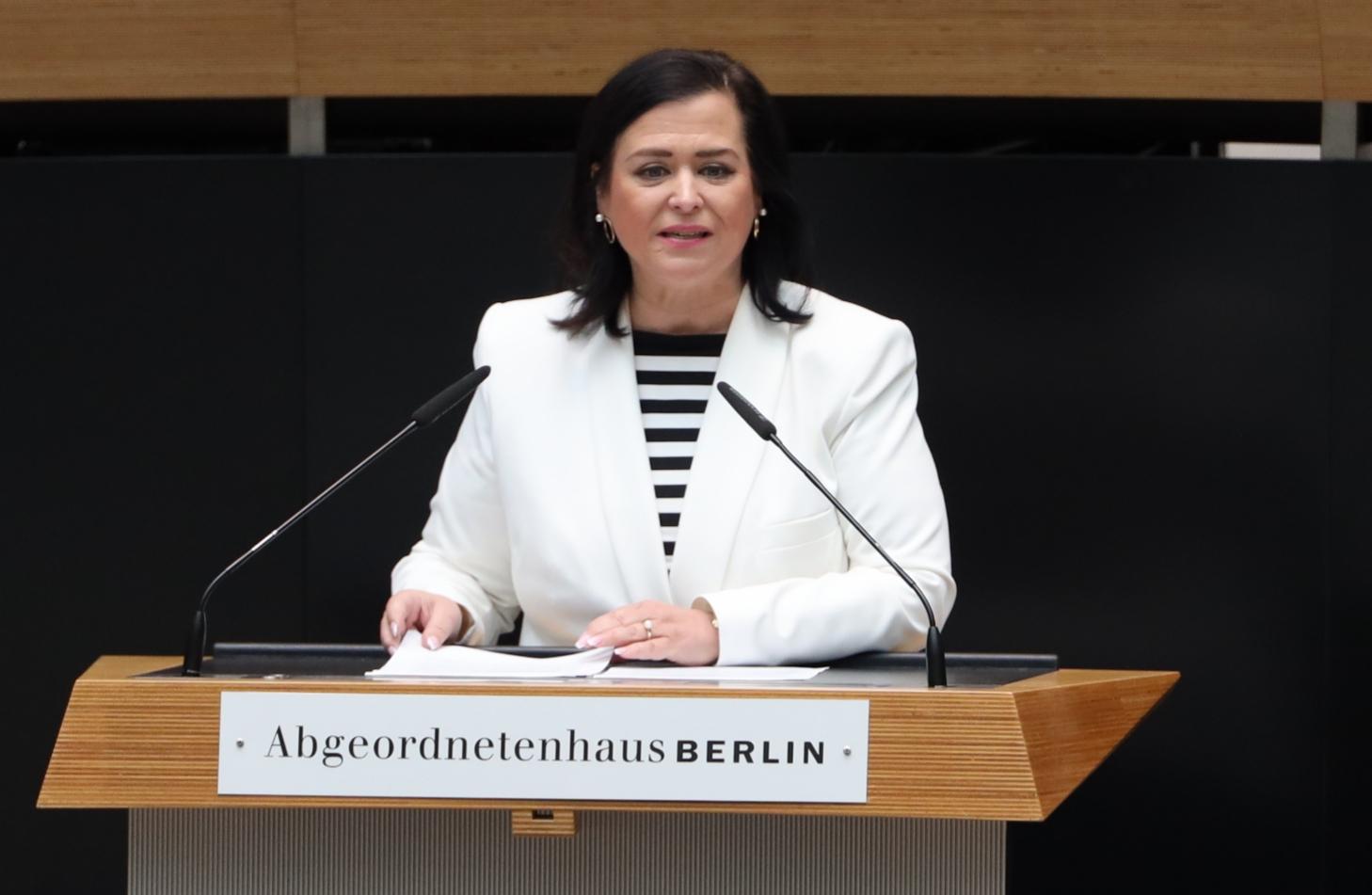
Melanie Kühnemann-Grunow im Preußischen Landtag (2023)

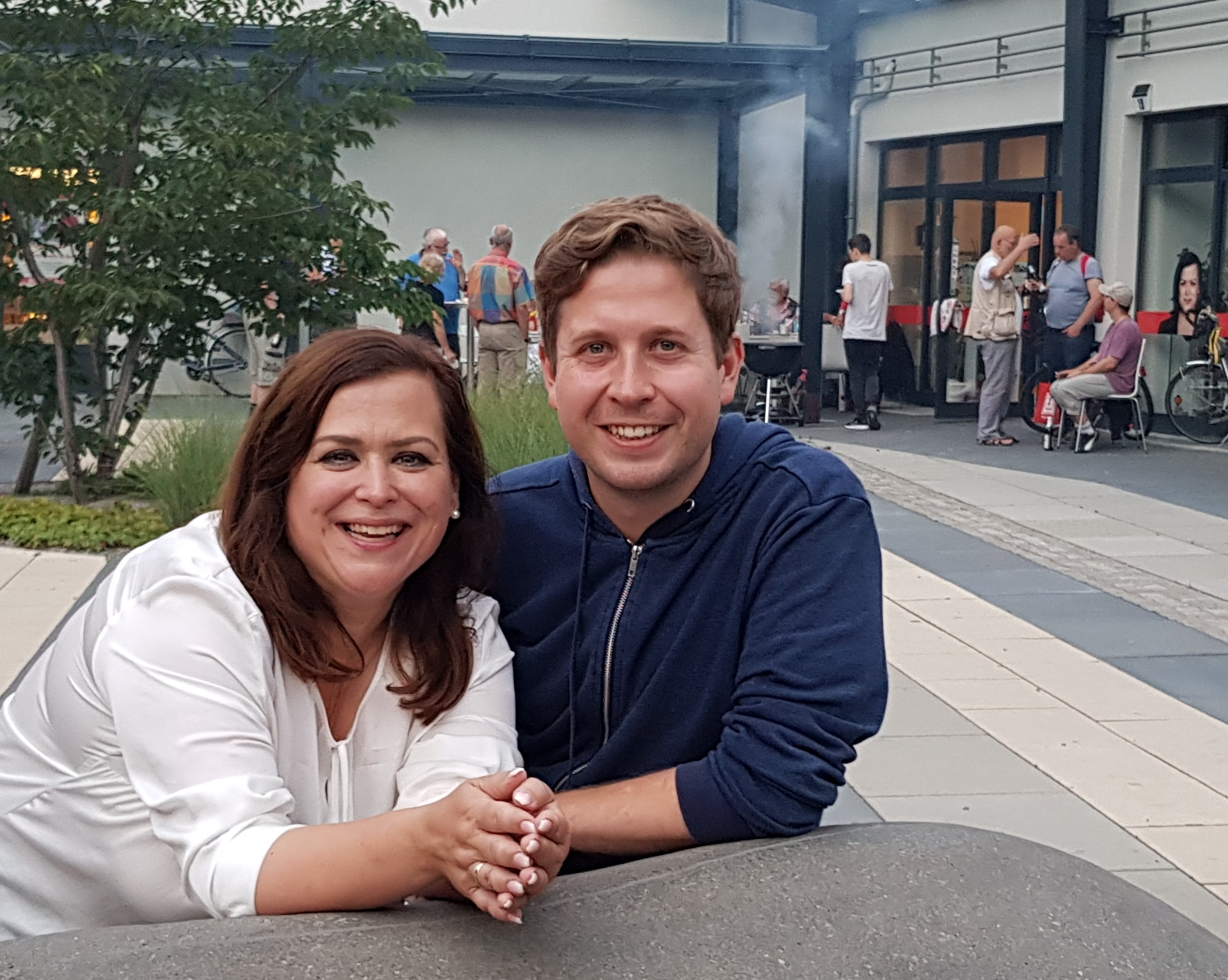
Melanie Kühnemann-Grunow und Kevin Kühnert vor dem Wahlkreisbüro in Lichtenrade (2019)

Melanie Kühnemann-Grunow geb. Kühnemann (* 16. August 1972 in Berlin) ist eine deutsche Politikerin (SPD) und seit 2016 Mitglied des Abgeordnetenhauses von Berlin.

## Biografie
Melanie Kühnemann-Grunow ist die jüngste der drei Töchter von Werner und Ingrid Kühnemann. Sie wuchs in ihrem späteren Wahlkreis Lichtenrade auf. Nach dem Abitur studierte sie Politikwissenschaften an der Freien Universität Berlin sowie Germanistik und Geschichtswissenschaften für das Lehramt. Anschließend war sie im Berliner Schuldienst tätig und wechselte 2014 in die Senatsverwaltung für Arbeit, Integration und Frauen, zuletzt als Persönliche Referentin der Senatorin Dilek Kalayci. Seit 2018 ist sie in zweiter Ehe mit Jan Andreas Christoffer Grunow verheiratet.

## Partei und Politik
Kühnemann-Grunow gehört seit 1988 der SPD an und hatte von 2001 bis 2016 ein Mandat in der Bezirksverordnetenversammlung Tempelhof-Schöneberg. Dort war sie auch stellvertretende Vorsitzende ihrer Fraktion. Bei der Wahl zum Abgeordnetenhaus von Berlin 2016 wurde sie über die Bezirksliste Tempelhof-Schöneberg in das Abgeordnetenhaus gewählt. Seit dessen Eintritt in die SPD 2005 arbeitet sie eng mit dem heutigen SPD-Generalsekretär Kevin Kühnert zusammen. So war er in Kühnemann-Grunows ersten Legislaturperiode in ihrem Wahlkreisbüro in Lichtenrade beschäftigt. Von August 2019 leitete sie bis 2021 mit ihm in einer Doppelspitze die SPD-Abteilung Lichtenrade-Marienfelde und zwischenzeitlich in anderer Besetzung den Kreis Tempelhof-Schöneberg.
In ihrer ersten Legislaturperiode war sie Sprecherin für den Bereich Jugend/Familie und Queerpolitik für die SPD-Fraktion Berlin, zudem wurde und ist sie bis heute Mitglied des Präsidiums des Abgeordnetenhauses von Berlin. Am 28. Juni 2018 übernahm sie den Vorsitz des Untersuchungsausschusses BER II. Zu ihren Erfolgen in dieser Legislatur zählten unter anderem die Einführung des Jugendfördergesetzes und des Familienfördergesetzes. Seit ihrer Wiederwahl 2021 ist sie stellvertretende Fraktionsvorsitzende und Mitglied des Ältestenrates. In der laufenden Legislaturperiode war sie vor der Wiederholungswahl Sprecherin für Bauen, Kultur und Medien, sowie Europa- und Bundesangelegenheiten. Bei der Wiederholungswahl 2023 verteidigte sie ihren Sitz im Abgeordnetenhaus und übernahm den Vorsitz des Ausschusses für Inneres, Sicherheit und Ordnung. Sie gab hierfür die Sprecherfunktion für Bauen und Bundesangelegenheiten auf, behielt aber Kultur, Medien und Europa.
Kühnemann-Grunow ist Mitglied der überparteilichen Europa-Union (EUB), die sich für ein föderales Europa und den europäischen Einigungsprozess einsetzt.